# سان فولكيون
سان فولكيون (بالفرنسية: Saint-Folquin)‏ هي بلدية تقع في إقليم باد كاليه من منطقة نور با دو كاليه في شمال فرنسا. تبلغ مساحة هذه المدينة 17.95 (كم²)، وترتفع عن سطح البحر 3 م، يبلغ عدد سكانها 2302 نسمة حسب إحصاء المعهد الوطني للإحصاء والدراسات الاقتصادية سنة 2009 م. وترأس Yves Engrand البلدية خلال فترة (2008-2014).